# Organisation générale des marines militaires européennes durant la Révolution et l'Empire
Cet article est une tentative d'éclairage sur la diversité de l’armement des navires de cette époque, en essayant d'expliquer pourquoi le nombre de canons attribués est différent d'un navire à d'autres navires de même rang qu'ils soient dans la flotte d'une même nation ou pas.

## La question du nombre de canons
Par exemple :
- l’Argo[1] est une frégate de la marine hollandaise de 36 canons avec une bordée d’un poids de 194 livres. Le HMS Phoenix[2], le Britannique de 36 canons qui l’a capturé, avait une bordée d’un poids de 407 livres – plus du double ;
- la Virginie[3], une frégate française portant 40 canons et portant réellement 44 pièces d'artillerie, avec une bordée d’un poids de 403 livres, a été capturée par l’HMS Indefatigable[4] qui, avec seulement deux canons de plus, affichait une bordée de 702 livres ;
- l'USS Constellation[5], une frégate américaine de l’US Navy, transportait nominalement 36 canons mais en comptait réellement 48.

Une partie de cette confusion est liée au fait que le système de classement, qui avait été établi avant l’introduction de la caronade, ne comptait que les canons. Quand les caronades furent adoptées, fin 1799, elles étaient simplement ajoutées à l’armement du navire sans toutefois être ajoutées au rang du vaisseau. Comme complication supplémentaire, quand des caronades remplacent les canons longs sur un navire, le numéro de rang originel était conservé. Par exemple :
- Le HMS Rainbow[6], une frégate britannique, était initialement armée avec 20x18 livres, 22x12 livres et 2x6 livres, soit 44 canons et une bordée d’un poids de 318 livres. En 1782, elle fut réarmée avec des caronades : 20x68 livres, 22x42 livres et 6x32 livres – seulement quatre canons de plus, mais sa bordée fut alors de 1 238 livres – soit multipliée par quatre.
- Un autre exemple frappant est celui du capitaine Henry Trollope, à qui on avait confié en 1795 le commandement du HMS Glatton[7], un vaisseau de quatrième rang britannique. L’armement de ce navire était constitué de 28 canons longs de 18 livres et de 26 ou 28 caronades de 32 livres, lui conférant une bordée de 700 livres, ce qui représente en soi une puissance de feu impressionnante. Trollope échangea les canons de 18 livres par 28 caronades de 68 livres, donnant ainsi bordée d’une masse de 1 400 livres, plus grande que celle d’un vaisseau de premier rang de cent canons. Son seul problème était que pour être efficace, il devait engager son objectif à moins de 50 mètres.

La plupart des vaisseaux transportaient un mélange des deux types de canons, en outre, les petits navires avaient le plus souvent un troisième type de canon, à savoir de petits pierriers pivotant de 4 livres montés sur le bordé. Ces derniers n’étaient jamais comptés dans le classement d’un navire, bien que cela puisse presque doubler la puissance de feu d’un petit navire.

## Le commandement

### Officiers subalternes
La majorité des flottes avaient une structure de commandement similaire. L’officier le plus bas était l'enseigne de vaisseau (renommé dans la Marine française sous-lieutenant de vaisseau en 1786 ; il y en a 431 en 1789).
Le lieutenant pouvait être un très jeune officier sur un grand vaisseau de ligne ou l’officier commandant sur un petit. Le plus grand type de navire qu’il pouvait commander était une canonnière, une goélette ou un cotre. Un lieutenant pouvait être nommé « maître à bord » et se voir donner le brick ou d’un sloop, où on lui donnait le titre de capitaine, mais lorsqu’il était relevé de son commandement, il retournait de nouveau dans le rang des lieutenants (il y en avait 578 dans la Marine française en 1789).

### Officiers supérieurs
Le but de tout lieutenant était d’être nommé « en poste », c’est-à-dire recevoir un poste de capitaine de vaisseau, et donc d’être placé sur la liste des capitaines permanents de la flotte (longue de 86 noms dans la Marine française en 1677, 90 en 1789). Une fois sur cette Liste, le capitaine achevait sa carrière comme ceux au-dessus de lui en étant promu, mis à la retraite ou tué. Éventuellement, il pouvait terminer sa carrière, s’il vivait assez longtemps, par une promotion au rang d’amiral.
Entre le rang de capitaine et d’amiral se trouvait le poste de commodore. C’était un poste où un capitaine se voyait confier un commandement de plusieurs navires en mesure de déployer une force de combat requise par l’amirauté. Cela outrepassait le fait que normalement, le commandant de quelque groupe de navires que ce soit était le capitaine le plus âgé de la liste des capitaines en activité. Habituellement, ce capitaine était reversé dans le rang des capitaines lorsque son temps de commandement, ou sa mission, était fini.

### Officiers généraux
Les « officiers de pavillon », « officiers généraux » ou amiraux étaient divisés en trois catégories : contre-amiral, vice-amiral et amiral. Ils étaient appelés officiers de pavillon à cause du fait que lorsqu’ils se trouvaient à bord d’un navire, un pavillon y était arboré pour indiquer leur présence.
Dans la Royal Navy, ce système était affiné par l’affectation de ces amiraux en trois escadres nominales : la Rouge, la Blanche et la Bleue. La Rouge était donnée au plus ancien et la Bleue au plus jeune. Ainsi, un vice-amiral de la Bleue était plus ancien que n’importe quel contre-amiral, mais plus jeune qu’un vice-amiral de la Rouge ou de la Blanche. Les promotions ne se faisaient donc pas seulement de rang à rang mais également d’escadre à escadre.
Le plus haut amiral en fonction dans la Royal Navy était l’amiral de l'escadre Rouge. Le plus haut rang en service actif sur mer était l’amiral de l'escadre Blanche.
La Marine française suivait un autre système, même si les flottes étaient divisée en trois escadres formant l'avant-garde, le milieu et l'arrière-garde de la ligne de bataille : la Bleue, la Blanche et Bleue, et enfin la Blanche.
De 1669 jusqu'à la Révolution, les officiers-généraux de la Marine royale française étaient respectivement :
- l'Amiral de France (charge créée en 1270)[8] ;
- les deux vice-amiraux de France[9] (l'un des mers du Levant, l'autre des mers du Ponant, créés en 1669), le vice-amiral des mers d'Asie et d'Amérique (créé en 1777 pour le comte d'Estaing) et le vice-amiral des mers de l'Inde (créé en 1784 pour le bailli de Suffren, disparu à sa mort en 1788) ;
- les lieutenants généraux (ils sont deux en 1669, ès mers du Ponant et mers du Levant ; cinq en 1715, dit « des armées navales » ; quinze en 1789) ;
- les chefs d'escadre (créés en 1627, dignité d'abord affectés à un littoral, par exemple Duguay-Trouin est nommé chef d'escadre de l'Amérique en 1715, puis à partir de 1728 ils sont dits « des armées navales » ; il y en a 41 en 1789) ;
- les chefs de division (créés en 1786 ; il y en a 40 en 1789).

Après 1791, les rangs de la Marine française sont réorganisés : amiral, vice-amiral (équivalent au lieutenant général) et contre-amiral (= chef d'escadre).

## Le classement des navires par armement

### Les vaisseaux de plus de 80 canons
Les plus gros navires en service étaient ceux de premier rang. Ces vaisseaux disposaient de cent canons et plus, avec trois ponts servant de batterie. Leur taille en faisait un  poste de commandement idéal du fait qu’ils étaient suffisamment spacieux pour accueillir un amiral et son état-major, et qu’ils pouvaient donner comme absorber de sérieux coups.
La Royal Navy faisait un usage intensif de ses deuxième rang, en ayant toujours 12 à 20 en service à quelque époque que ce soit. Il y avait également des trois-ponts transportant 86 à 98 canons. Mais ils étaient habituellement plus petits que les premiers rangs quoiqu’ils fassent également de bons navires amiraux à l’occasion. En fait, la plupart des navires de second rang n’étaient pas plus grand que la plupart des navires de troisième rang et les 80 canons français contemporains avaient une bordée plus puissante.

### Les vaisseaux de 64 et 74 canons
La plupart des navires de bataille dans toutes les flottes de combat étaient les navires de troisième rang. C’était des navires de 60 à 84 canons, répartis sur deux ponts. Leur taille variait énormément tout comme leur armement. Un grand 80 pouvait tirer une bordée de quelque 1 200 livres et déplacer aisément plus de 2 000 tonneaux ; un vaisseau de 64 canons avait une bordée de 650-700 livres et déplaçait seulement 1 400 tonneaux.
À partir des années 1800, les 64 canons devinrent obsolètes dans les lignes de bataille. Les Français ne construisirent plus de 64 canons après 1780 et les derniers vaisseaux britanniques de cette classe furent lancés en 1790. Ils furent toutefois utilisés de manière intensive en eaux peu profondes, comme en mer Noire ou en mer Baltique, pour le service d’escorte des convois. Ils étaient assez puissant pour faire fuir les frégates ennemies et pouvaient aisément tenir face à un navire de plus grande taille. Beaucoup ont été utilisés par la Royal Navy en tant que transport de troupes, avec un pont principal dégagé de ses canons (en flûte). La flotte française a souvent utilisé de grandes frégates en flûte pour le même usage.
La bonne à tout faire de la ligne de bataille était l’omniprésent vaisseau de 74 canons. Suffisamment gros pour faire face à un trois-ponts, maniable et somme toute assez rapide pour rattraper une frégate dans des conditions météo défavorables, le 74 constituait l’ossature principale de toute grande flotte de combat.

### Les unités de 30 à 60 canons
La classe de navires suivante, celle des quatrième rang, était un groupe obsolescent : des vaisseaux à deux ponts mais de moins de 60 canons. La Royal Navy en utilisa tout de même une cinquantaine pour le service de convoyage ou pour servir de navire amiral en temps de paix. Il fut, en fait, acheté plusieurs honorables navires de 54 canons à deux ponts de la Compagnie des Indes orientales (les Indiamen), entre 1794 et 1805, et la plupart d’entre eux furent rapidement convertis en transport de troupes en flûte. Il y avait, au début de la période, quelques frégates de 44 canons à deux ponts en service en Grande-Bretagne, mais elles furent rapidement réduites à servir de transport de troupes ou de marchandises. Plusieurs petites nations européennes avaient de petits navires de deux ponts en service, en particulier les Pays-Bas qui étaient entourés d’eaux peu profondes.
Les cinquième rang, généralement connus en tant que frégates, étaient des bateaux gréés en vaisseaux, avec un seul pont, variant beaucoup en taille. Les plus grandes, particulièrement vers la fin de la période, pouvaient déplacer 1 500 tonneaux et classées dans le rang des 60 canons. En général, une grande frégate était une 44 ou une 40 canons et déplaçait 1 400 ou 1 200 tonneaux. Au bas de l’échelle se trouvaient les frégates de 8, déjà obsolètes, déplaçant 600 tonneaux. La frégate était le plus petit navire commandé par un capitaine en titre. Les frégates accomplirent beaucoup de tâches comme les reconnaissances, l’escorte de convois ou les raids contre les comptoirs de commerce.

### Les petites unités
En dessous des frégates se trouvaient les corvettes (appelés sloops par les Britanniques). Transportant de 10 à 26 canons et ayant un seul pont, ils étaient commandés par un lieutenant « maître à bord ». Ils pouvaient être gréés soit en trois-mâts soit en brick avec deux mâts.
Il y avait encore plusieurs classes de navires plus petits encore, commandés par des lieutenants. Elles comprenaient les bricks de 6 à 14 canons, les goélettes et les cotres (cutter dans la Royal Navy). C’était pour la plupart des bateaux spécialisés dans une tâche. La majorité d’entre eux étaient des galiotes à bombe équipées de gros mortiers ; des canonnières qui transportaient des canons de bordée de petit calibre ainsi qu’un ou deux mortiers tirant vers l’avant ; et des bateaux-pompes. Les galiotes et les canonnières étaient gréées en ketch. Les bateaux-pompes étaient rarement utilisés comme le voudrait leur spécificité. La plupart d’entre eux étaient utilisés comme corvettes en patrouille ou en escorte de convois.

### Les corsaires
Beaucoup de pays possédaient des navires ayant des lettres de marque, communément appelés corsaires. C’était des navires de guerre privés, la plupart du temps de petite taille, généralement de type chebek, rapides et avec un équipage nombreux, qui avaient pour proie les navires marchands ennemis, faisant ces prises pour leur profit.
Chacun avait une « licence » de son gouvernement, l’autorisant à attaquer les vaisseaux, et seulement ceux-là, battant pavillon ennemi. Les autres prises étaient considérées comme étant de la piraterie et donc interdites. La plupart du travail dévolu aux corvettes et autres canonnières était de supprimer les corsaires de l’ennemi.

## Sources
- (en) William James, Naval History of Great Britain, 1793–1827 [détail des éditions]
- O. Troude, Les Batailles navales de la France, 1867
- Martine Acerra et André Zysberg, L'essor des marines de guerre européennes : vers 1680-1790, Paris, SEDES, coll. « Regards sur l'histoire » (no 119), 1997, 298 p. [détail de l’édition] (ISBN 2-7181-9515-0, BNF 36697883)
- Michel Vergé-Franceschi, La Marine française au XVIIIe siècle, éditions SEDES, 1996  (ISBN 2-7181-9503-7)